# Pyhä-Häkki nationalpark
Pyhä-Häkki nationalpark (finska: Pyhä-Häkin kansallispuisto) är en nationalpark i landskapet Mellersta Finland i Finland. Den inrättades 1956 och utökades 1982. Den omfattar efter utökningen ungefär 13 kvadratkilometer och därmed fortfarande en av Finlands minsta nationalparker.
Reservatet omfattar stora myrområden och sjön Pyhäjärvi förutom väl bevarade naturskogar.

## Historia och etymologi
Redan 1912 fredades ett stycke gammal skog från Pyhä-Häkki kronopark från ”allt bruk av mark och skog” och kallades då naturpark. Området var på förslag som nationalpark 1938, men kriget kom emellan. Planerna förverkligades därför först 1956, då ett antal finska nationalparker bildades.
Namnet Pyhä-Häkki sägs härröra från Mauno Häkkinen, som bosatte sig i området år 1554. Häkkinens hus låg i parkens södra sida vid sjön Pyhäjärvi. 30 kilometer bort bodde en annan Häkkinen, Niilo Häkkinen.  För att skilja dem åt fick Mauno Hs hus och by namnet Pyhä-Häkkilä.